# Australobius inflatitarsis
Australobius inflatitarsis е вид стоножка от семейство Lithobiidae. Видът е застрашен от изчезване.

## Разпространение
Разпространен е в Сейшели (Алдабра).